# 考維維爾 (印第安納州)
考維維爾（英語：Coveyville）是位於美國印第安納州勞倫斯縣的一個非建制地區。該地的面積和人口皆未知。